# 2338 Бохан
2338 Бохан (2338 Bokhan) — астероїд головного поясу, відкритий 22 серпня 1977 року.
Тіссеранів параметр щодо Юпітера — 3,306.